# Bloktilskud til Færøerne
Bloktilskud til Færøerne er generelle årlige tilskud af midler den danske stat til Færøerne. Siden 1988 er overførslen blevet omtalt som bloktilskud. Bloktilskuddet udgør pr. 2025 576,9 mio. kr., hvilket er et fald på 66 mio. kr. i forhold til niveauet i 2016-2022.
Efter indførelsen af hjemmestyre i 1948 har de færøske myndigheder gradvist fået overført kompetencer og dermed ansvar fra danske politiske myndigheder. I takt med at Færøerne hjemtog yderligere sagsområder, er der af den danske stat blevet givet et årligt tilskud til driften af de hjemtagne sagsområder. Disse tilskud kaldes under et for bloktilskuddet. Bloktilskuddet dækker fx bygnings- og brandvæsen, sundhedsvæsen og skolevæsen. Derudover dækker Danmark omkostninger til en række ikke-hjemtagne områder som fx. politiet, råstoffer i undergrunden og eksport- og importkontrol.
Færøerne har i de seneste år nedskåret bloktilskuddet fra den danske stat med det øjemed, at opnå større selvstyre i håbet om en fremtidig selvstændighed.
Udover bloktilskuddet modtager Færøerne også 9 mio. kr. årligt i tilskud til "Overførselsudgifter til EU og øvrige udland".

## Politisk debat om bloktilskuddet på Færøerne
Færøernes landsstyre, der tiltrådte den 22. december 2022, og består af de tre partier: Javnaðarflokkurin, Tjóðveldi og Framsókn, har valgt at skære ned på bloktilskuddet med 25 mio. kr. om året de næste fire år. Samtidig vil de også overtage flere sagsområder fra Danmark, f.eks. luftrummet over Færøerne, Færøernes fyrtårne og epidemi-området.

## Oversigt over bloktilskuddets størrelse over tid
| År        | Årligt bloktilskud (mio. kr.) | 2024-værdi af årligt bloktilskud (mio. kr.) | Andel af offentlig udgifter (%)  | Reguleringstype og noter                                                                               |
| --------- | ----------------------------- | ------------------------------------------- | -------------------------------- | --- |
| 2001      | 981,9                         | 1.493,1                                     |                                  | Real                                                                                                   |
| 2002      | 615,5                         | 914,0                                       |                                  | Forhandling. Bloktilskuddet blev fra 2002 nedsat kraftigt.                                             |
| 2003-2011 | 615,5                         | 895,3 faldende til 761,6                    | 16% faldende til 13% i 2006-2010 | Nominel                                                                                                |
| 2012      | 624,1                         | 754,6                                       |                                  | Real                                                                                                   |
| 2013      | 632,2                         | 758,3                                       |                                  | Real                                                                                                   |
| 2014      | 635,4                         | 757,6                                       |                                  | Real                                                                                                   |
| 2015      |                               |                                             |                                  | Real                                                                                                   |
| 2016      | 641,8                         | 760,5                                       |                                  | Real                                                                                                   |
| 2017-2020 | 641,8                         | 750,7 faldende til 736,0                    |                                  | Nominel                                                                                                |
| 2021      | 650,7                         | 723,7                                       | 10%                              | Nominel                                                                                                |
| 2022      | 641,8                         | 671,0                                       |                                  | Nominel                                                                                                |
| 2023      | 626,2                         | 634,4                                       |                                  | Forhandling. Færøernes regering lancerede en plan om at skære 100 mio. kr. i bloktilskuddet over 4 år. |
| 2024      | 601,6                         | 601,6                                       |                                  | Forhandling.                                                                                           |
| 2025      | 576,9                         |                                             |                                  | Forhandling.                                                                                           |